# Bulbophyllum comatum
Bulbophyllum comatum là một loài phong lan thuộc chi Bulbophyllum.